# Cyclopinodes dilatata
Cyclopinodes dilatata är en kräftdjursart som beskrevs av Lindberg 1952. Cyclopinodes dilatata ingår i släktet Cyclopinodes och familjen Cyclopinidae. Inga underarter finns listade i Catalogue of Life.